# IJzer(II,III)oxide
IJzer(II,III)oxide of zwart ijzeroxide is een zwart poeder met verhoudingsformule {\displaystyle {\ce {Fe^{3+}2Fe^{2+}O4}}}, dus met brutoformule {\displaystyle {\ce {Fe3O4}}}. De stof wordt soms als {\displaystyle {\ce {FeO.Fe2O3}}} geschreven om aan te geven dat het een verbinding met gemengde valenties is: van de drie ijzeratomen in de structuurformule is er een {\displaystyle {\ce {Fe^{2+}}}} en zijn er twee {\displaystyle {\ce {Fe^{3+}}}}. Het is de meest stabiele verbinding tussen ijzer en zuurstof. 
De stof komt in de natuur voor onder de vorm van het mineraal magnetiet, maar wordt ook op grote schaal gesynthetiseerd. De synthetische variant vindt vooral toepassing als zwart pigment. De stof vertoont permanent magnetisme en is ferrimagnetisch.
De regelmatige ruimtevulling van ijzer(II,III)oxide bestaat uit vier- en uit achtvlakken. De holtes in de vorm van een viervlak worden met {\displaystyle {\ce {Fe^{3+}}}} gevuld, die in de vorm van een achtvlak door zowel {\displaystyle {\ce {Fe^{2+}}}} als {\displaystyle {\ce {Fe^{3+}}}}. De kristalstructuur behoort tot het kubische kristalstelsel en de habitus van het kristal is ook het achtvlak. De spins in de achtvlakken zijn ferromagnetisch, in dezelfde richting georiënteerd, die in de viervlakken staan de andere kant op, wat de stof ferrimagnetisch maakt.

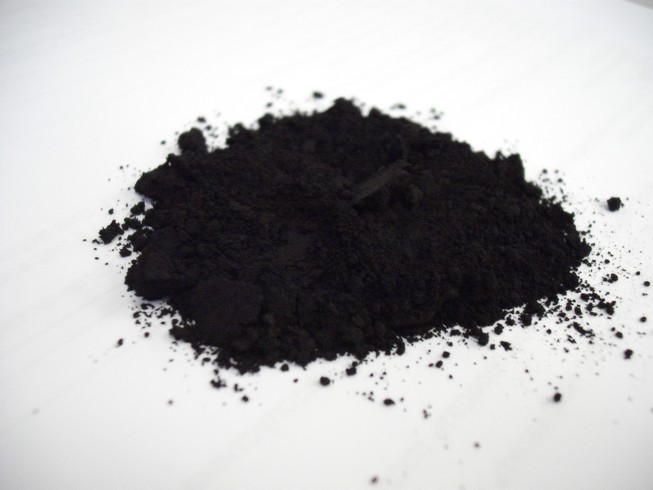
zwart ijzeroxide
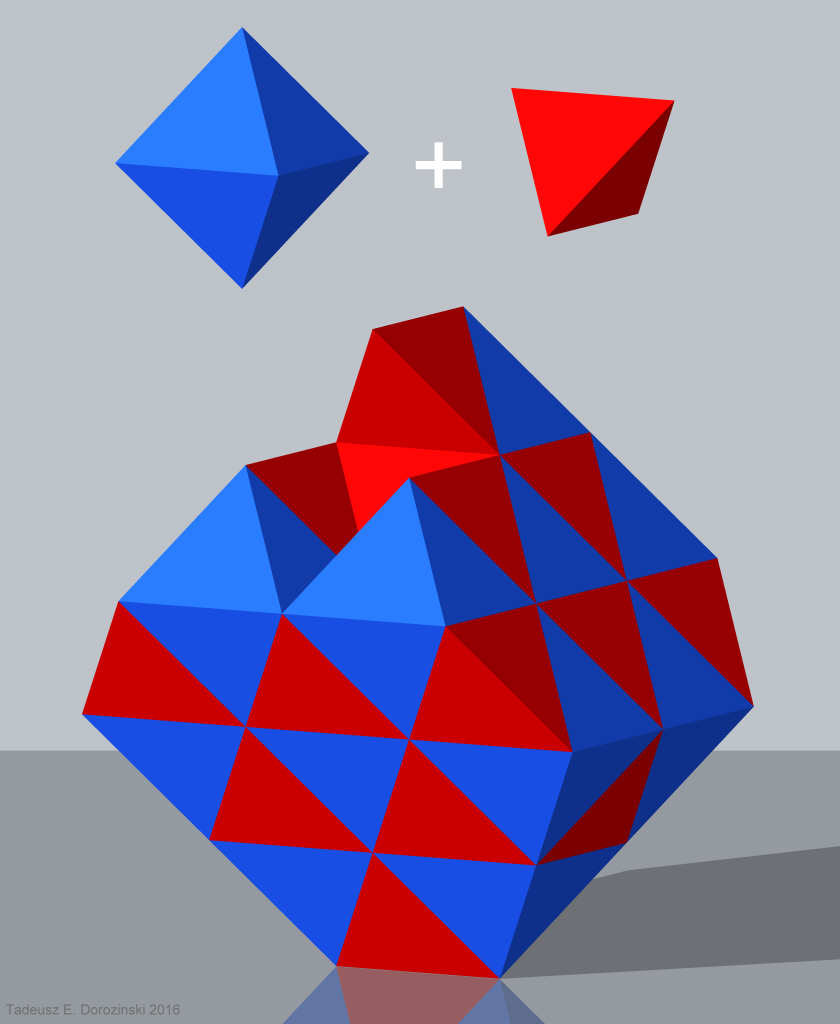
regelmatige ruimtevulling met vier- en achtvlakken
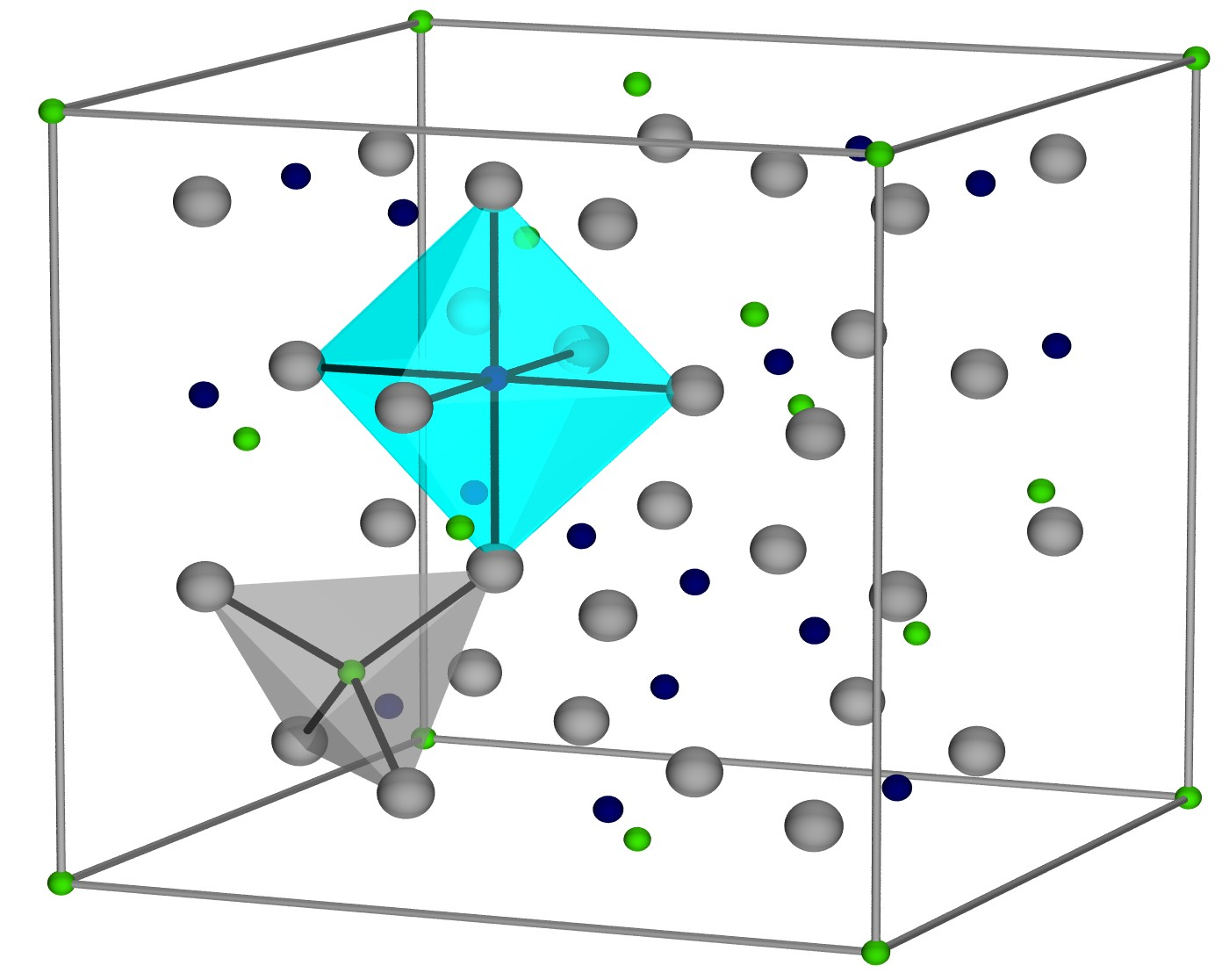
eenheidscel ■ viervlak■ achtvlak